# 沃森 (路易斯安那州)
沃森（英語：Watson）是位於美國路易斯安那州利文斯頓堂區的一個普查規定居民點。

## 人口
根據2020年美國人口普查的數據，沃森的面積為2.48平方千米，當中陸地面積為2.48平方千米，而水域面積為0.00平方千米。當地共有人口956人，而人口密度為每平方千米385.48人。